# Ectropis bistortatoides
Ectropis bistortatoides är en fjärilsart som beskrevs av Claude Herbulot 1954. Ectropis bistortatoides ingår i släktet Ectropis och familjen mätare. Inga underarter finns listade i Catalogue of Life.